# 三木上之丸站

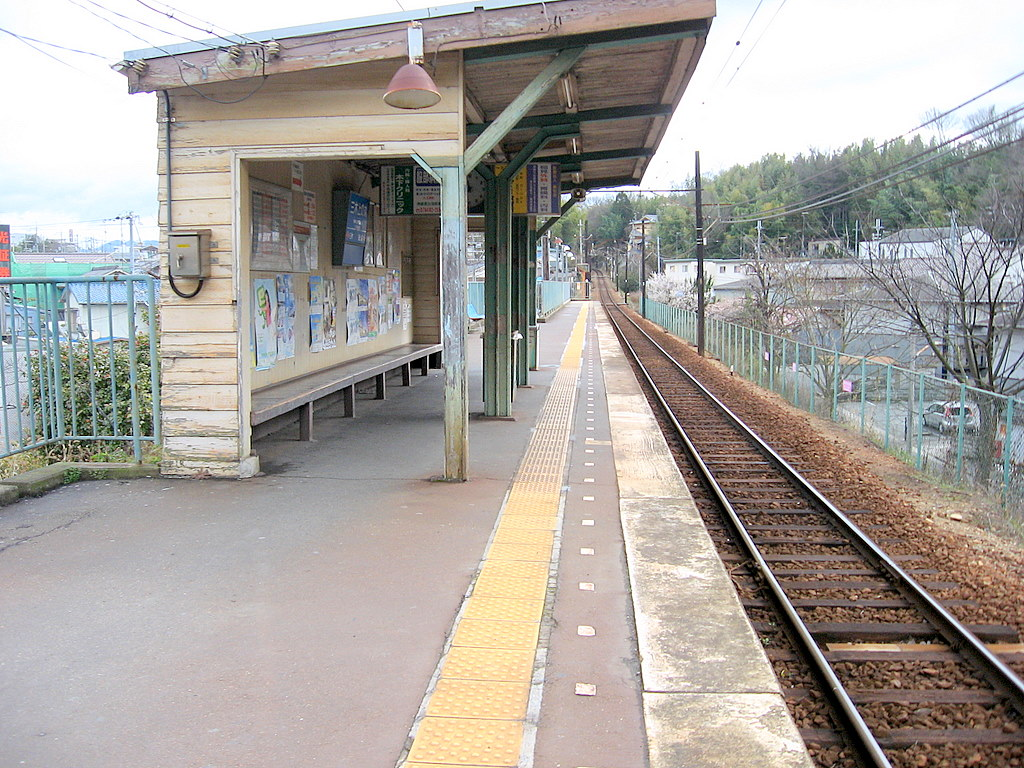
月台（2007年3月）

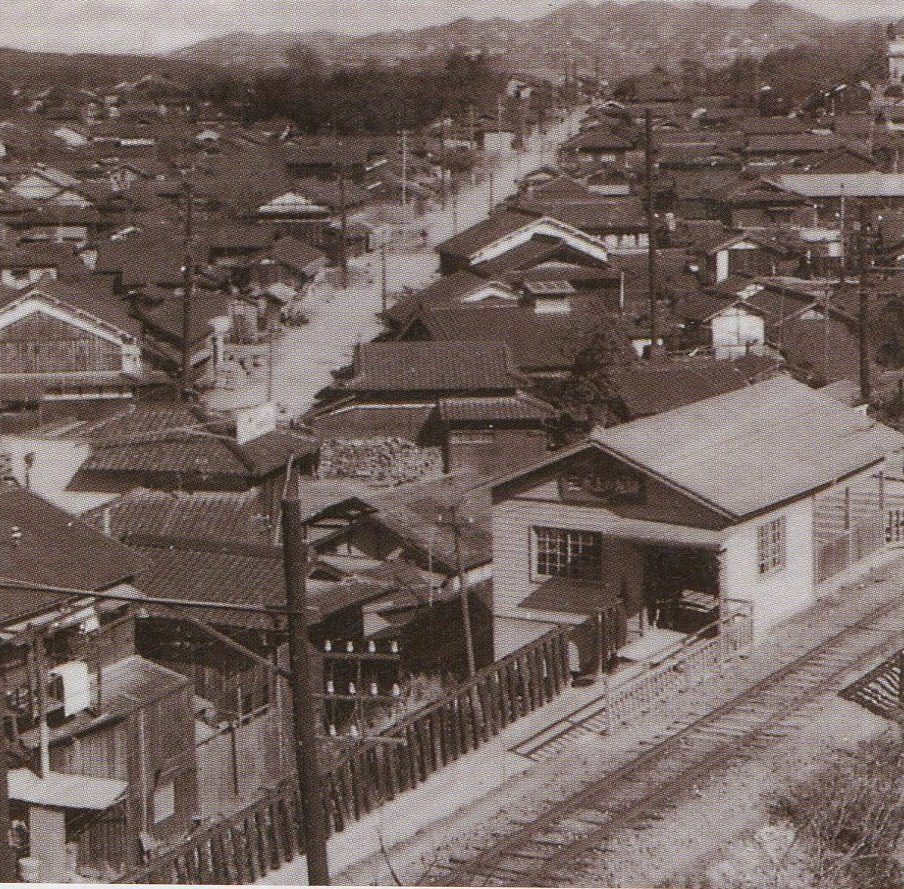
在1955年以前的三木上之丸站

三木上之丸站（日语：／ Miki-Uenomaru eki */?）是位於兵庫縣三木市本町一丁目，神戶電鐵的粟生線車站。車站編號為KB52。

## 歷史
- 1937年（昭和12年）12月28日 - 三木電氣鐵道三木東口站啟用[1][2]。當時路線從廣野高爾夫球場前站延伸至此地[2]。
- 1938年（昭和13年）1月28日 - 三木電氣鐵道延伸至三木福有橋站（現時：三木站），成為中途站[2]。
- 1939年（昭和14年）4月1日 - 車站改名為上之丸站[1]。
- 1947年（昭和22年）1月9日 - 與神戶有馬電氣鐵道合併，成為神有三木電氣鐵道（後來改名為神戶電鐵）[2]。
- 1948年（昭和23年）10月1日 - 車站改名為三木上之丸站[1]。

## 車站構造
車站是一座地面車站，設有1面1線的單式月台。月台可容納4卡車廂。車站大樓是木製。車站位於路堤上。
此站引入了使用光纖網絡連接的站務遠端系統。由中央站可遠端操作自動售票機、自動閘機、自動補票機、攝影機、對講機和捲閘。此站會有站員進行巡邏。站內沒有商店。

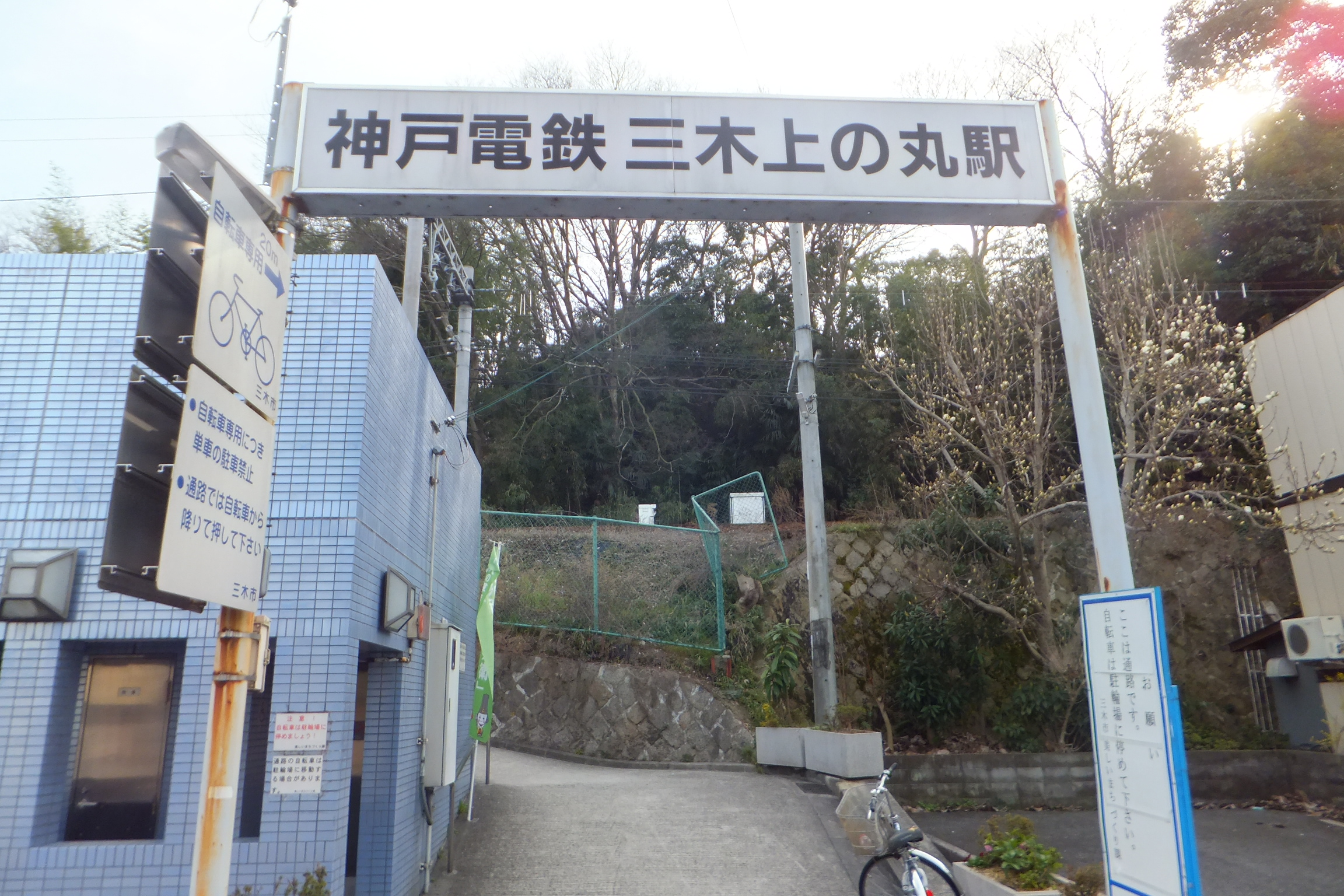
車站大樓入口
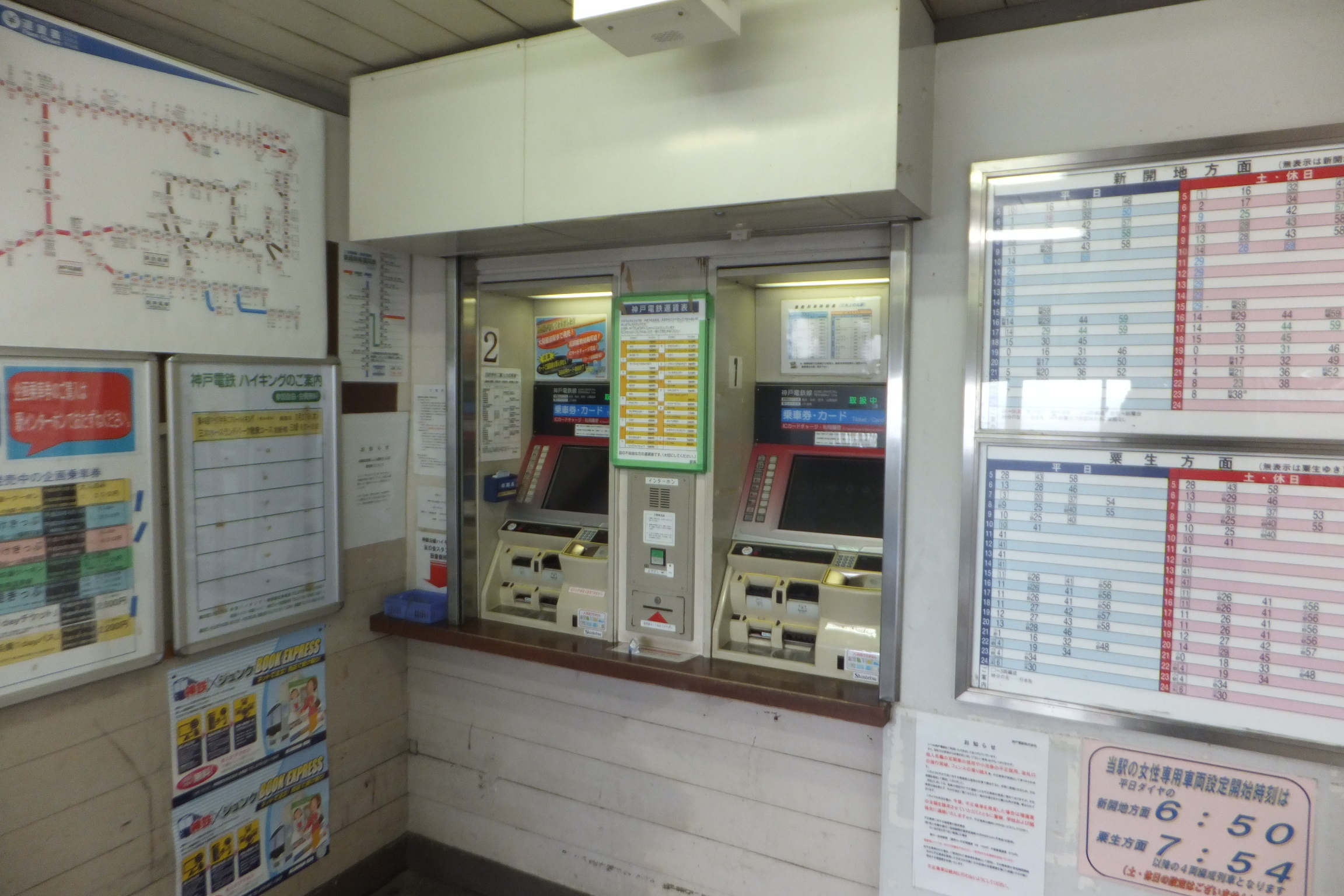
自動售票機
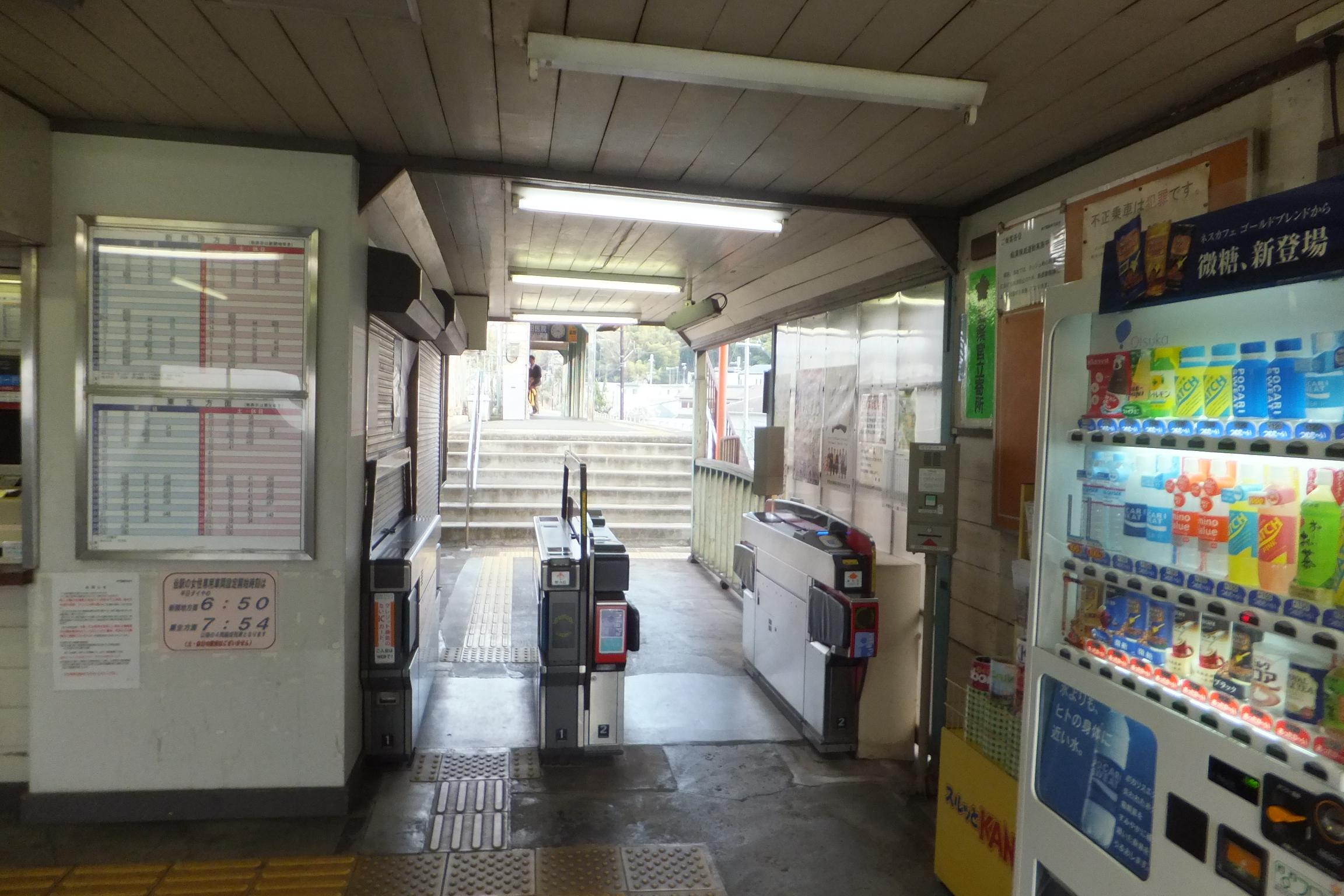
自動閘機
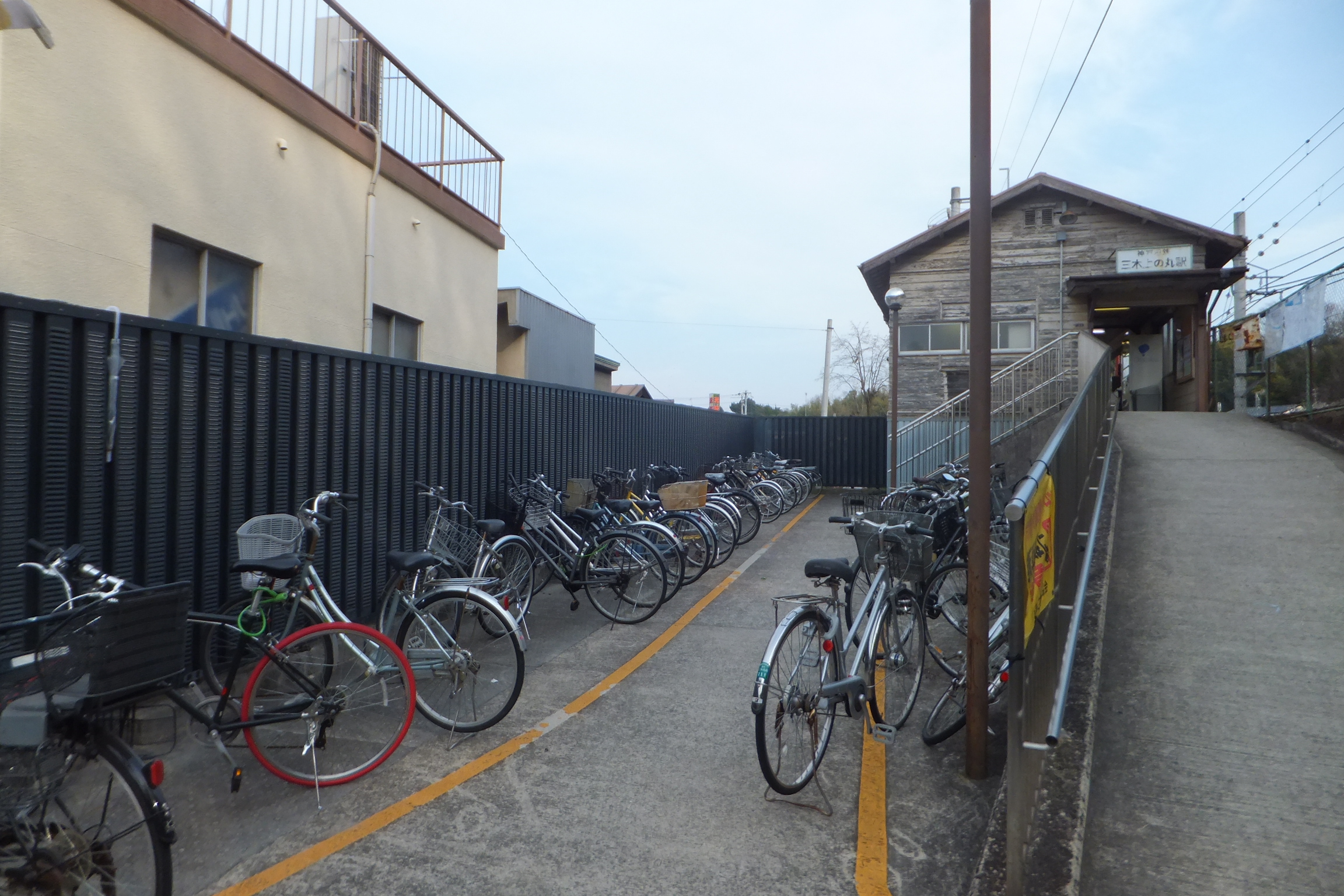
單車停泊處

## 車站周邊
- 三木城（日语：三木城）蹟（成為了副站名一部分）
- 三木市立圖書館（日语：三木市立図書館）
- 三木市政廳（日语：三木市役所）
- 三木市文化會館（日语：三木市文化会館）
- 三木湯之山街道郵局
- 三木市立堀光美術館（日语：三木市立堀光美術館）
- 金物神社
- 三木市立金物資料館（日语：三木市立金物資料館）
- 三木歷史資料館
- 三木市立上之丸保育所
- 一粒園認定兒童園
- FM三木（日语：エフエム三木）
- 大和運輪（日语：ヤマト運輸）三木府內中心

## 巴士路線
上之丸巴士站位於站前。
如沒有注記標明，所有路線由神姬巴士。米奇巴士是由神姬區巴士行走的社區巴士。
縣道南邊
急行：經三木本町、福有橋、三木營業所 前往西脇 (西脇急行線)
快速：經福有橋 前往三木營業所 (惠比須快速線)
經三木本町、福有橋 前往三木營業所
經三木本町、福有橋 前往三木營業所（米奇巴士）
經三木本町、三木鐵道三木站 前往三木營業所（米奇巴士）
北播磨綜合醫療中心直通巴士
縣道北邊
急行：經志染公民館前 前往三之宮 (西脇急行線)
快速：經惠比須、綠丘站 前往三之宮 (惠比須快速線)
經安福田、志染公民館前、淡河 前往三田
經安福田、志染公民館前、淡河 前往岡場站
經安福田、志染公民館前 前往淡河
經豐地、口吉川、渡瀨、吉安 前往吉川廳舍前
經豐地、口吉川、渡瀨 前往美奈木台
經豐地、口吉川 前往渡瀨
經豐地、大二谷、吉川廳舍前、吉安 前往渡瀨
經豐地 前往大二谷
前往三木市民醫院（米奇巴士）
經綠丘、志染公民館前、大二谷、吉安 前往健康福祉中心（米奇巴士）

## 利用狀況
在2016年度，1年總乘車人次為65千人，平均每日乘車人次は178人
| 年度 | 1日平均 乘車人次 |
| ---- | ---------------- |
| 2002 | 277              |
| 2003 | 277              |
| 2004 | 260              |
| 2005 | 247              |
| 2006 | 236              |
| 2007 | 227              |
| 2008 | 219              |
| 2009 | 205              |
| 2010 | 216              |
| 2011 | 214              |
| 2012 | 205              |
| 2013 | 205              |
| 2014 | 195              |
| 2015 | 189              |
| 2016 | 178              |

## 相鄰車站
神戶電鐵
 粟生線
■急行、■準急、■普通
惠比須（KB51）－三木上之丸（KB52）－三木（KB53）

## 注腳
1. 1 2 3 4 5 6 7 8 9 10 11 12  . 神户新聞综合出版中心. 2012-12-10: 194. ISBN 9784343006745 （日语）.
2. 1 2 3 4 5  曾根悟（監修）. 朝日新聞出版分冊百科編集部（編集） , 编. . 週刊朝日百科. 14号 神戸電鉄・能勢電鉄・北条鉄道・北近畿タンゴ鉄道. 朝日新聞出版. 2011-06-19: 11–13 （日语）.
3. ↑  三木市統計書

## 外部連結
- 三木上之丸站（神戶電鐵） （页面存档备份，存于）（日語）